# Голлі Вебб (письменниця)
Голлі Вебб англ. Holly Webb, нар. 1976, Лондон) — англійська дитяча письменниця, авторка фентезійних, а також науково-фантастичних творів.

## Біографія
Голлі Вебб народилась у Лондоні. З дитинства майбутня письменниця захоплювалась читанням художньої літератури, а також стала великою шанувальницею домашніх тварин, чому сприяли її батьки, які завжди тримали вдома кілька домашніх тварин і завжди дбали за них. В юності майбутня письменниця захопилась вивченням давньогрецької міфології, для чого студіювала давньогрецьку та латинську мови. Після здобуття середньої освіти Голлі Вебб навчалась на філологічному факультеті Лондонського університету. Ще під навчання вона влаштувалась на роботу копіювачем рукописів у дитяче видавництво. Після завершення навчання вона перейшла на роботу редактора в цьому ж видавництві, й на цій посаді майбутня письменниця працювала й після одруження і народження першої дитини. Після одруження Голлі Вебб перебралась до міста Редінг, де й проживає натепер.

## Літературна діяльність
Голлі Вебб, з її слів, розпочала писати твори для дітей спонтанно, вже після одруження і народження першої дитини, у 28 років, задумавши свій перший твір «Важкий період Беккі», який увійшов до серії про сестер-трійнят Беккі, Кеті та Аннабель під час поїздки в поїзді, та передала його для друку в це видавництво, в якому вона працювала. Після успіху першого твору Вебб продовжила створювати нові літературні твори. Голлі Вебб видала натепер понад 90 творів, які переважно відносяться до кількох серій: «Мейзі Гітчінс» — про дівчинку-детектива, «Добрі історії про звірят», «Різдвяні історії», «Трійнята», «Дитячі таємниці чарівників». Книги Голлі Вебб популярні не тільки у Великій Британії та США, а й входять до чиса найпопулярніших дитячих книжок в інших країнах. Зокрема, одна з її книг «Мейзі Гітчінс та привид кішки» стала п'ятою за популярністю дитячою книгою в Казахстані в 2017 році. Книжки Голлі Вебб активно перекладаються та видаються в Україні, письменниця увійшла до десятки найпопулярніших дитячих письменників у Росії, також письменниця увійшла до списку найпопулярніших дитячих письменників у Польщі. Найчастіше головними героями творів письменниці виступають тварини, переважно собаки та коти, проте в частині творів героями є люди (серія про Мейзі Гітчінс), але тварини в них також займають помітне місце, у частині творів героями є казкові істоти. Найважливішим у своїй творчості письменниця вважає розвиток відповідальності в дітей за збереження природи та збереженні навколишнього середовища таким, яким яким воно є тепер.

## Переклади
Твори Голлі Вебб перекладені багатьма іноземними мовами, зокрема польською, російською та українською.

## Особисте життя
Голлі Вебб одружена, має трьох синів, живе із родиною та домашніми тваринами у власному будинку в місті Редінг.